# نالوس
نالوس (بالفارسية: نالوس) هي مدينة تقع في إيران في Nalus District. يقدر عدد سكانها بـ 2,488 نسمة .